# ローラ・LC89
ローラ・LC89 (Lola LC89) は、ラルースが1989年のF1世界選手権に投入したフォーミュラ1カー。ローラの創設者、エリック・ブロードレイが設計した。エンジンは元フェラーリの技術者であったマウロ・フォルギエリが開発したランボルギーニ3512を搭載した。LC89は同年のF1マシン中最良のハンドリングを持つマシンの1台として見なされた。
LC89は1990年の序盤2レースでも使用された。

## 概要

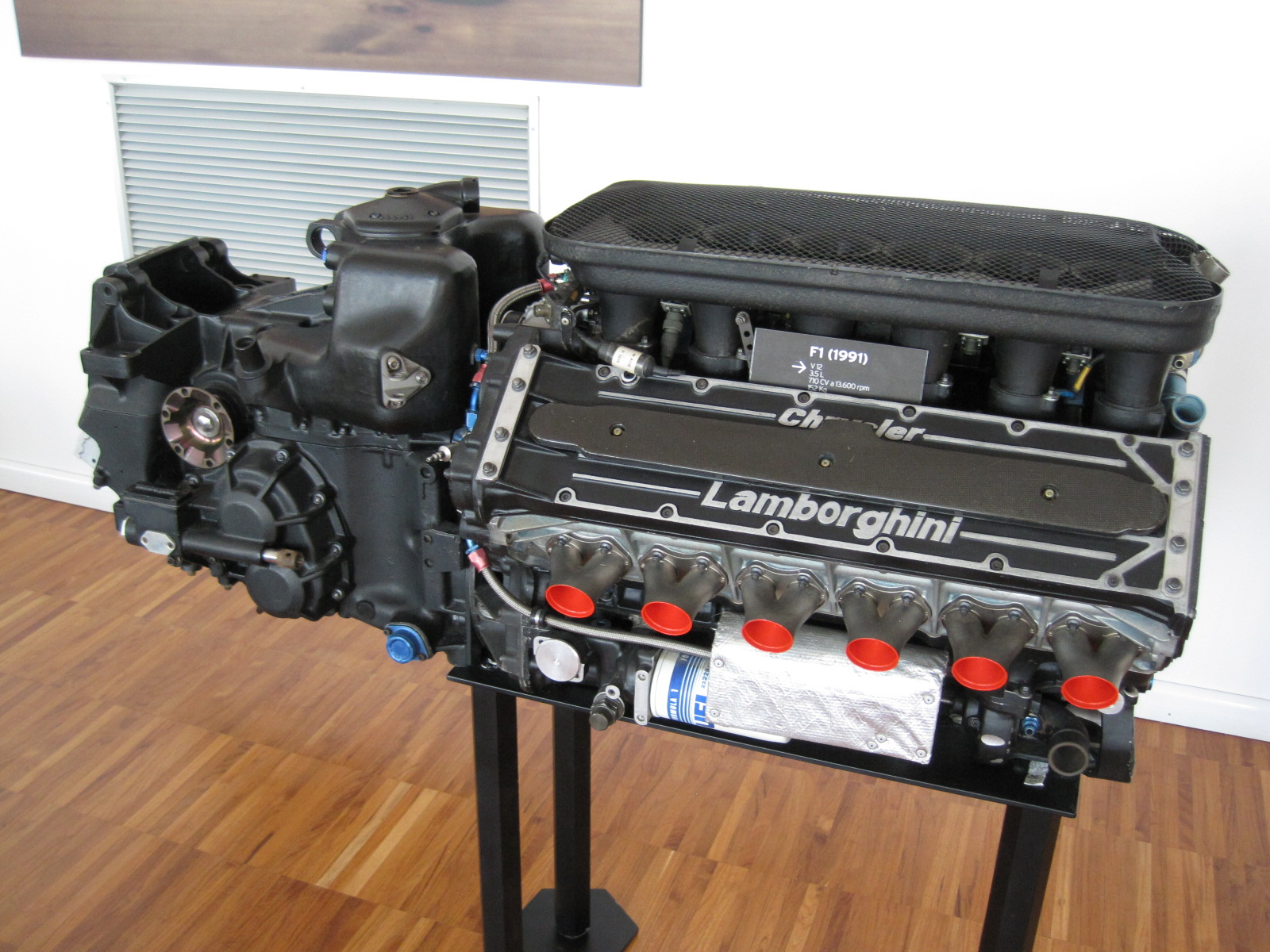
ランボルギーニ3512エンジン

### 1989年シーズン
ランボルギーニ製V12エンジンを搭載したLC89は第3戦のモナコグランプリでデビューした。空力特性に優れエンジンも600 bhp (447 kW; 608 PS)の出力を発揮するなど良好なパフォーマンスを示したが、信頼性に欠けていた。
フィリップ・アリオーとヤニック・ダルマスの2台体制であったが、ダルマスは4戦連続で予選落ちと不振に陥り、チームは休養という形で彼を降板させる。後任として第7戦フランスGPと第8戦イギリスGPではルーキーのエリック・ベルナール、第9戦ドイツGP以降はミケーレ・アルボレートがドライブした。最高位は第14戦スペインGPでアリオーが記録した6位で、1ポイントを獲得。これがLC89の獲得した唯一のポイントであった。5度のF1優勝経験のあるアルボレートだが、加入2戦目の第10戦ハンガリーGPで縁石を超えた際に肋骨を骨折。身体コンデションが落ちたため第14戦スペインGPと第16戦オーストラリアGPで予備予選不通過、第15戦日本GPで予選落ちと結果を残せず、短い在籍で翌年からアロウズへと移籍した。
LC89は改良が施され、LC89Bとして最終戦終了後から1990年開幕までのテストで使用された。ラルースへの移籍加入が決まり、12月に行われたエストリル合同テストで初めてLC89Bに乗った鈴木亜久里は、「もう、ザクスピードとは全然違うよ、何が違うって全部だよ全部。はじめてF1マシンに乗ったよ。タイヤもグッドイヤーで踏めばちゃんと進むし、ミッションはカチッと入るし、ダウンフォースもあって路面に食いついて曲がる。これがF1だよ！」とコメント、前シーズンのザクスピードのマシンが不作だったこともあるが、LC89への好印象を述べた。

### 1990年シーズン
新車の完成までの間、1990年の序盤2戦でも実戦使用された。1990年アメリカグランプリでエリック・ベルナールが8位完走、鈴木亜久里もリタイヤするまで7位を走行した。第3戦サンマリノGPからローラ・LC90が投入された。

## F1における全成績
(key) （太字はポールポジション）
| 年     | シャシー | エンジン                | タイヤ | ドライバー             | 1   | 2   | 3   | 4   | 5   | 6   | 7   | 8   | 9   | 10   | 11  | 12  | 13  | 14   | 15  | 16   | ポイント | 順位 |
| ------ | -------- | ----------------------- | ------ | ---------------------- | --- | --- | --- | --- | --- | --- | --- | --- | --- | ---- | --- | --- | --- | ---- | --- | ---- | -------- | ---- |
| 1989年 | LC89     | ランボルギーニ 3512 V12 | G      |                        | BRA | SMR | MON | MEX | USA | CAN | FRA | GBR | GER | HUN  | BEL | ITA | POR | ESP  | JPN | AUS  | 1        | 16位 |
| 1989年 | LC89     | ランボルギーニ 3512 V12 | G      | ヤニック・ダルマス     |     |     | DNQ | DNQ | DNQ | DNQ |     |     |     |      |     |     |     |      |     |      | 1        | 16位 |
| 1989年 | LC89     | ランボルギーニ 3512 V12 | G      | エリック・ベルナール   |     |     |     |     |     |     | 11  | Ret |     |      |     |     |     |      |     |      | 1        | 16位 |
| 1989年 | LC89     | ランボルギーニ 3512 V12 | G      | ミケーレ・アルボレート |     |     |     |     |     |     |     |     | Ret | Ret  | Ret | Ret | 11  | DNPQ | DNQ | DNPQ | 1        | 16位 |
| 1989年 | LC89     | ランボルギーニ 3512 V12 | G      | フィリップ・アリオー   |     |     | Ret | NC  | Ret | Ret | Ret | Ret | Ret | DNPQ | 16  | Ret | 9   | 6    | Ret | Ret  | 1        | 16位 |
| 1990年 | LC89B    | ランボルギーニ 3512 V12 | G      |                        | USA | BRA | SMR | MON | CAN | MEX | FRA | GBR | GER | HUN  | BEL | ITA | POR | ESP  | JPN | AUS  | 11*      | 6位  |
| 1990年 | LC89B    | ランボルギーニ 3512 V12 | G      | エリック・ベルナール   | 8   | Ret |     |     |     |     |     |     |     |      |     |     |     |      |     |      | 11*      | 6位  |
| 1990年 | LC89B    | ランボルギーニ 3512 V12 | G      | 鈴木亜久里             | Ret | Ret |     |     |     |     |     |     |     |      |     |     |     |      |     |      | 11*      | 6位  |

* ローラ・LC90でのポイントを含む。

## 参照
1. ↑  Lola LC89 F1 Stats
2. ↑  Lola LC89B F1 Stats
3. ↑  ラルースからF1復帰！流浪のアルボレート　F1GPX 1989年西ドイツGP号 28頁 山海堂
4. ↑  アルボレート来シーズンはアロウズに決定　F1GPX 1989年第14戦スペインGP号 29頁、山海堂
5. ↑  AGURI in ESTORIL ドン底から這い上がれ  F1GPX '90カレンダー号  2-3頁 1989年12月29日発行